# جرج مردیث
جرج مردیث (زاده ۱۲ فوریه ۱۸۲۸ و درگذشته ۱۸ مه ۱۹۰۹ میلادی) نویسنده و شاعر بریتانیایی بود. رمان خودپرست و اشعار و ترانه‌های خوشی‌های روزگار از آثار وی می‌باشد.